# Medovník meduňkolistý
Medovník meduňkolistý (Melittis melissophyllum) je lesní bylina s medově vonícími pyskatými květy, zbarvenými bíle nebo bílo-růžově až bílo-nachově. Je jediným druhem monotypického rodu medovník.

## Výskyt

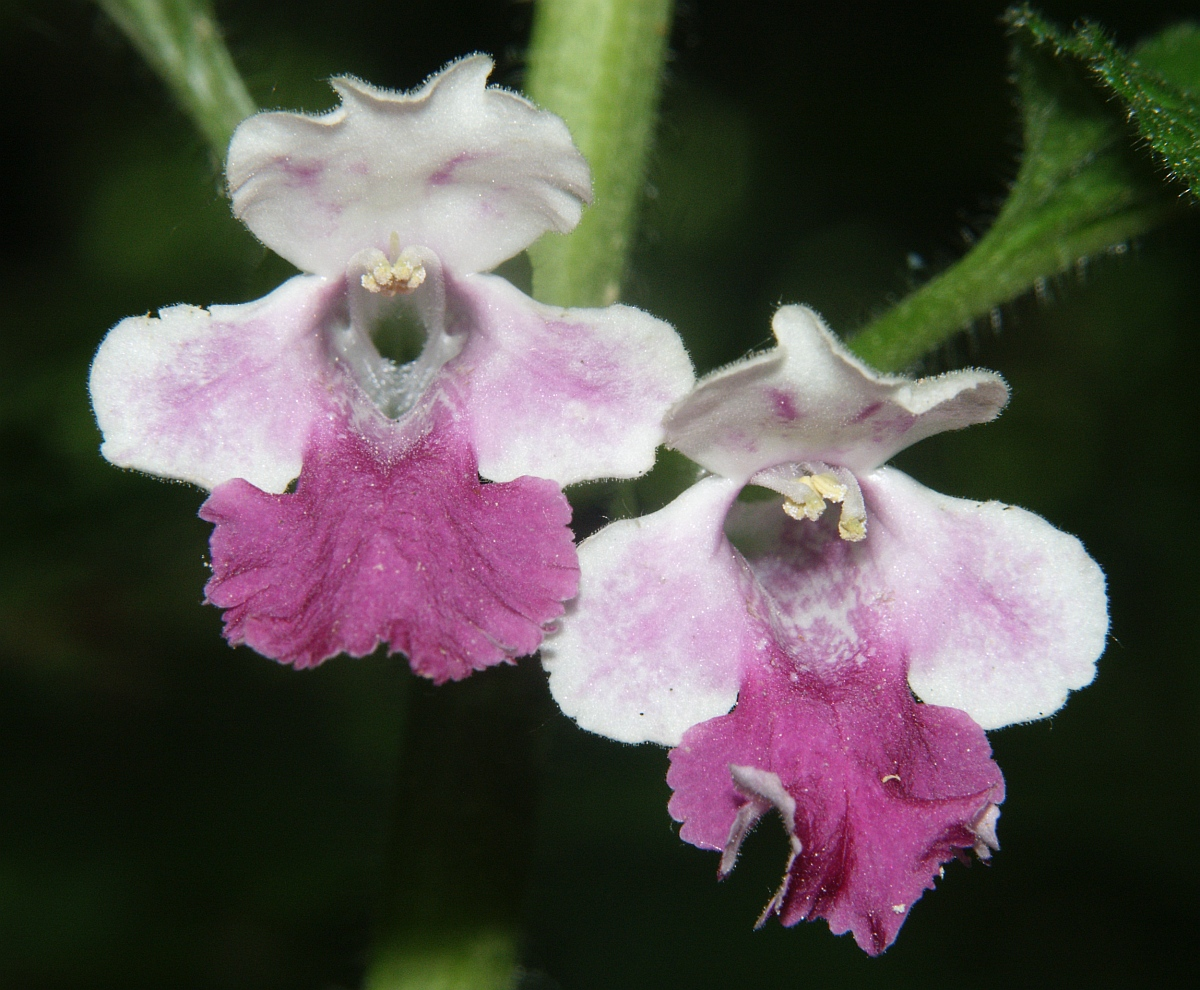
Květy medovníku

Rostlina vyrůstá v Evropě západní (včetně jihu Anglie), jižní (kromě nejjižnějších částí) a střední; na východě zasahuje až na Litvu a na Ukrajinu. V České republice roste v teplých oblastech ve světlejších listnatých lesích, především teplomilných doubravách, dubohabřinách a vápnomilných bučinách, dále na pasekách i křovinatých stráních tam, kde jsou vlhké a dostatečně humusem i živinami zásobené půdy, které mohou být mírně zásadité nebo mírně kyselé. Vyskytuje se sice roztroušeně, ale na místech výskytu vyrůstá pospolitě.

## Popis
Je to vytrvalá rostlina s nevětvenou, chlupatou, čtyřhrannou, 20 až 60 cm vysokou lodyhou, která vyrůstá z krátkého, mnohohlavého oddenku s výběžky. Je porostlá hustě chlupatými listy s řapíky 0,5 až 2,5 cm dlouhými. Jejich čepele mívají tvar elipsovitý, podlouhle elipsovitý, vejčitý až široce vejčitý; na bázi jsou klínovité až srdčité a po obvodu bývají hrubě vroubkované či pilovité. Listy jsou na horní straně hustě chlupaté, na spodní straně chlupaté jen na žilkách, dlouhé 6,5 až 12,5 cm.
Z úžlabí horních dvou až šesti párů listů vyrůstá v lichopřeslenech dva až šest pyskatých květů dlouhých 3 až 4 cm. Jsou oboupohlavné, souměrné a rostou na asi 1 cm dlouhých žláznatě chlupatých stopkách. Široce zvonkovitý, vytrvalý, desetižilný, jen 1,5 cm dlouhý, nepravidelně dvoupyský kalich je srostlý obvykle z pěti doširoka rozložených trojúhelníkovitých zubů (u horního pysku jsou delší) a má barvu zelenou až nažloutlou. Dvoupyská koruna je srostlá z pěti plátků a má poměrně širokou trubku o délce 2 až 3 cm. Její horní pysk je okrouhlý, často plochý, celokrajný a obvykle bílý nebo narůžovělý, spodní trojlaločný pysk je větší a jemně vykrajovaný. Široký střední lalok bývá růžový, nachový nebo skvrnitý (někdy jsou koruny jen bílé). V květu jsou čtyři holé nebo chlupaté tyčinky, dvě mají nitky delší, svrchní semeník vznikl srůstem dvou plodolistů.
Tento hemikryptofyt kvete v květnu až červenci, květy opyluje hmyz nalézající v květech nektar. Plody jsou vejčité, trojhranné, až 5 mm dlouhé, obvykle lysé a lesklé tvrdky obsahující nejčastěji čtyři semena.

## Ohrožení
Medovník meduňkolistý je v „Seznamu zvláště chráněných druhů rostlin uvedeném vyhláškou Ministerstva životního prostředí ČR č. 395/1992 Sb. ve znění vyhl. č. 175/2006 Sb.“ považován za druh ohrožený (§3) a v „Červeném seznamu cévnatých rostlin České republiky: třetí vydání“ je hodnocen jako potenciálně ohrožený druh které by měl být dále sledován (C4a). Důvodem je stále klesající počet plodných jedinců.